# Afterthoughts
Afterthoughts is het vijfde studioalbum van de Italiaanse muziekgroep Nosound. Nosound ging met het album verder waar het gebleven was met het album a sense of loss. Het maakte onder leiding van Giancarlo Erra muziek op de grens van ambient en progressieve rock. Het album werd opgenomen in geluidsstudio's verdeeld over de Verenigde Staten, het Verenigd Koninkrijk en Italië.

## Musici
- Giancarlo Erra – zang, gitaar, toetsinstrumenten
- Paolo Vigliarolo  gitaar
- Alessandro Luci - basgitaar
- Marco Berni – toetsinstrumenten, zang
- Chris Maitland – slagwerk, achtergrondzang
- Marianne De Chastelaine – cello
- Melania Maggiore, Ludovica Alberti, Roberta Rosato, Irene Maria Caraba – strijkinstrumenten (track 3)
- Giulio Caneponi – aanvullend slagwerk (trad toe tot de band toen het album bijna af was en verving Maitland)

## Muziek
Alle muziek en teksten zijn geschreven door Giancarlo Erra. 
| Nr. | Titel             | Duur |
| --- | ----------------- | ---- |
| 1.  | In my fears       | 7:56 |
| 2.  | I miss the ground | 5:00 |
| 3.  | Two monkeys       | 5:44 |
| 4.  | The anger song    | 4:19 |
| 5.  | Encounter         | 4:53 |
| 6.  | She               | 5:39 |
| 7.  | Wherever you are  | 5:33 |
| 8.  | Paralysed         | 8:08 |
| 9.  | Afterthought      | 4:45 |